# Teatro Maria Caniglia
Il Teatro Maria Caniglia è un teatro storico di Sulmona, nella provincia dell'Aquila, in Abruzzo.
L'edificio è stato progettato dall'architetto Guido Conti, a imitazione del Teatro Quirino di Roma.

## Storia
La struttura è stata costruita tra il 1931 e il 1933, finanziata da un gruppo di cittadini. Il teatro aveva in origine una capienza di 1 200 spettatori e una buca per l'orchestra da 50 elementi. Nel 2001 l'amministrazione comunale di Sulmona ha intitolato il teatro all'artista Maria Caniglia.